# Cephalotes emeryi
Cephalotes emeryi é uma espécie de inseto do gênero Cephalotes, pertencente à família Formicidae.